# Hans Dau
Hans Robert Dau, född 7 mars 1932 i Örnsköldsvik, död 3 mars 1995 i Nordmalings församling i Västerbottens län, var en svensk politiker  (moderat). Han var riksdagsledamot för Västerbottens läns valkrets 1985–1994. Föräldrar var boktryckaren Robert Dau och Eleonora, född Lundström.
Dau tog realexamen 1948, gick ut Påhlmans handelsinstitut 1949 och lantbruksskola 1971 samt var därefter lantbrukare. Han var länsordförande NHR och styrelseledamot i dess riksstyrelse, styrelseledamot i Medborgarskolans Västerbottensdistrikt, kassör i Moderata samlingspartiets förening Nordmaling 1970 samt ordförande i länsförbundet Västerbottens län 1980. Dau blev ledamot i partistyrelsen 1981 och i förbundet Västerbottens län 1980.
Hans Dau satt i kommunfullmäktige i Nordmaling från 1971, var ledamot av kommunstyrelsens arbetsutskott 1979–1982, ordförande i kulturnämnden 1973–1978 och näringslivsnämnden 1976–1982. Han var landstingsledamot för Västerbottens län 1982 samt landstingsråd 1982–1985.